# Petrus Wilhelmi de Grudencz
Petrus Wilhelmi de Grudencz ou Piotr de Grudziądz (1392 – c.1480) est un compositeur médiéval de Graudenz (Grudziądz, en Pologne), auteur de chansons et motets. Sa musique représente la culture de l'Europe centrale du Moyen Âge. 

## Biographie
Né à Grudziądz actuellement en Pologne, Petrus Wilhelmi semble avoir un père de haut lignage nommé Wilhelm, ce qui suggère une famille de langue allemande. Il effectue ses études à l'Université de Cracovie de 1418 jusqu'à son diplôme de docteur en art (ad gradum magisterii) en 1430. Il est ensuite reçu prêtre.
Après ses études, il travaille à Vienne, en Bohême et en Silésie. Sa présence est confirmée à la cour viennoise de Frédéric III en 1442, désigné en tant que chanteur : domini Friderici imperatoris cappellanu. Son Kyrie fons bonitat, porte la marque de l'influence de l'écriture polyphonique de Guillaume Dufay, et la trace de cette activité,.
Autour de 1450 on retrouve sa trace en Bohême, ses œuvres y jouissant semble-t-il d'une grande popularité à cette date. Puis il se rend en Silésie (alors appartenant au royaume de Bohême) : un manuscrit de cette origine contient seize œuvres de Petrus Wilhelmi, avec son acronyme, la plus large collection connue. En 1452, il fréquente le monastère de Chełmno.

## Œuvres
Environ une quarantaine de ses œuvres ont survécu, conservées dans une douzaine de manuscrits uniquement de provenance d'Europe centrale comme les codex Franus, Chrudim et le plus connu Codex Speciálník, tous de Bohême ou le Glogauer Liederbuch de Silésie, copié entre 1477–1481. Nombre de ses compositions (vingt-cinq environ) portent un texte avec en acrostiche son patronyme « PETRUS », d'où les titres commençant par un « p » et le second mot par un « e », etc.
- Kyrie fons bonitatis (Codex 90, Castello del Buon Consiglio, Trente)
- Panis ecce / Panis ewus / Pange exul / Tantum ergo (Kj 2464, Cracovie)
- Pantaleon eleon, 4 voix (fragments, Göttingen)
- Paraneuma eructemus
- Phebus ecclipsi tumuli
- Phonicorum ethicorum. Sans doute le plus copié : 16 manuscrits de Bohême, jusqu'au début du XVIIe siècle[7].
- Plaude, euge theotokos (Ms. 1236, Bibliothèque de l'Université de Leipzig)
- Preconia etroclita (Codex II A 6, Hradec Králové)
- Predulcis eurus turbinis (IF 269, Bibliothèque de l'Université de Wrocław)
- Prefulcitam expolitam (Hs. 13b, Domstiftbibliothek, Mersebourg)
- Pregrata era (Kj 2464, Cracovie)
- Prelustri elucencia (Codex Speciálník, musée de Hradec Králové)
- Presidiorum erogatrix
- Presulem ephebeatum, 3 voix (Trente). L'œuvre fait l'objet d'une citation par Thomas Stoltzer, dans son hymne Qui pace Christi et du Cantus Firmus d'une messe d'Heinrich Isaac, Missa Presulem ephebeatum[8]
- Presulis eminenciam totam (Kj 2464, Biblioteka Jagiellońska, Cracovie)
- Probitate eminentem / Poditando exarare, à 4 voix (Glogauer Liederbuch, Biblioteka Jagiellońska, Cracovie)
- Probleumata enigmatum (Codex II A 6, Franusuv Kancional, musée de Hradec Králové)
- Promitat eterno (Kj 2464, Cracovie)

## Discographie
- Petrus Wilhelmi de Grudencz: Fifteenth-Century Music from Central Europe - Ensemble La Morra (26-30 janvier 2016, Glossa GS 2515) (OCLC 968686942). Avec d'autres œuvres anonymes ainsi que de Mikolaj Radomski, Johannes Holandrinus, Othmar Opilionis et Johannes Touront.